# Strážov (szczyt)

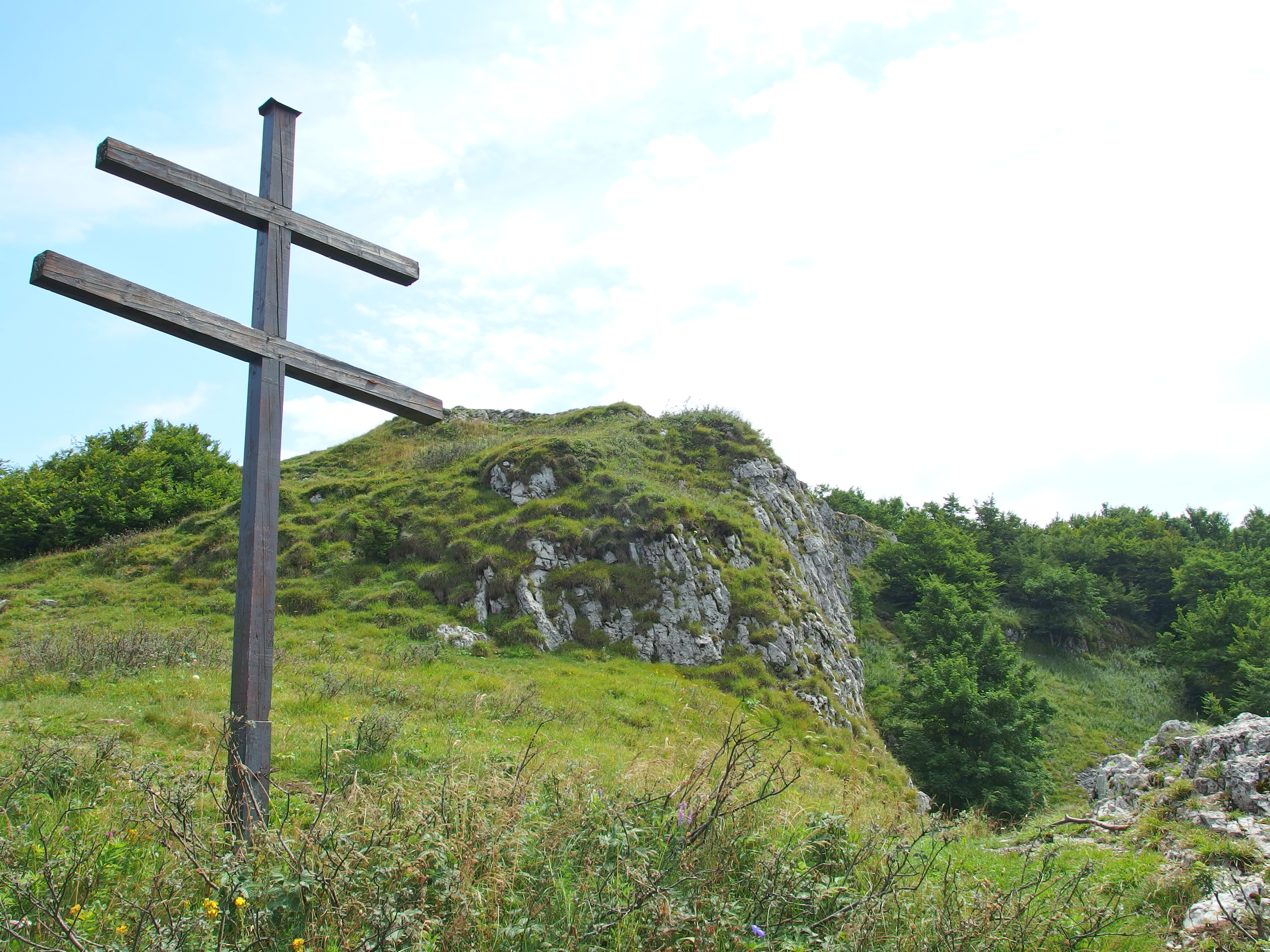
Szczyt Strażowa

Strážov (1213 m n.p.m.) – najwyższy szczyt Gór Strażowskich w zachodniej Słowacji. Wznosi się w centralnej części (w pojęciu polskiego podziału Karpat) tej grupy górskiej.

## Położenie
Szczyt Strážova wznosi się w mocno powyginanym głównym grzbiecie Gór Strażowskich, rozumianym tu jako wododział Wagu i Nitry, na granicy powiatów Żylina i Ilava. Na jego południowo-wschodnich stokach znajdują się źródła rzeki Rajčanki. Strážov dominuje od wschodu nad wsią Zliechov, natomiast po stronie zachodniej szczytu leży wieś Čičmany. Droga łącząca te dwie miejscowości biegnie południowymi stokami masywu Strážova.

## Geologia
Masyw Strážova wypreparowany jest w grubej warstwie mezozoicznych wapieni i dolomitów, przyjmujących formę rozległej płaszczowiny. Zbudowany jest głównie z gruboławicowych, warstwowanych, ciemnoszarych wapieni tzw. guttensteinskich ze środkowego triasu oraz jasnoszarych, triasowych dolomitów tzw. ramsauskich, otoczonych niżej m.in. szarymi, marglistymi wapieniami, marglami i łupkami marglistymi z przełomu jury i kredy. W przeszłości skały tworzące masyw Stražova zaliczane były w skład osobnej płaszczowiny strażowskiej. Obecnie geolodzy widzą w nich raczej fragment przekształconej przez trzeciorzędowe ruchy górotwórcze i erozję płaszczowiny powaskiej.

## Morfologia
W masywie Strážova wyróżnia się pięć wierzchołków: północny (1001 m n.p.m.), środkowy (1063 m n.p.m.), główny (1213 m n.p.m.), zachodni (1025 m n.p.m.) i południowy (1104 m n.p.m.). Wierzchołek główny jest skalisty, od zachodu podcięty kilkunastometrowym, pionowym urwiskiem. Stoki masywu są generalnie strome, mocno rozczłonkowane głębokimi dolinkami, a w wielu miejscach najeżone grupami skał.
W masywie Strážova kryje się szereg jaskiń, w większości rozwiniętych wzdłuż pionowych pęknięć górotworu. Od strony zachodniej pod szczytem znajduje się Jánošíkova jaskyňa. Położona 200 metrów na południowy zachód od niej jaskinia Četníková svadba została odkryta w 2001 r. Dzięki wieloletniej pracy speleologów udało się w niej już odkryć ok. 1300 m korytarzy i wielkich sal, sięgających 100 m w głąb górotworu. W 2013 r. udało się ją połączyć z odkrytą kilka lat wcześniej jaskinią Strážovská priepasť. Na stokach północnych, na granicy warstw skalnych o różnej odporności na erozję, uformowały się  dwa Wodospady Strażowskie.

## Turystyka
Szczyt stanowi pożądany cel wycieczek turystycznych. Jest często odwiedzany zarówno ze względu na swe walory przyrodnicze jak i dla rozległej panoramy. Dostępny jest   szlakiem (Szlak Bohaterów SNP) z Čičman albo Zliechova lub też szlakiem   zielonym z miejscowości Briestenné. Wszystkie te szlaki łączą się na polanie zwanej Lúka pod Strážovom (1130 m n.p.m.), skąd osobne znaki w niespełna 15 min. wyprowadzają na szczyt.